# Gunn Margit Andreassen
Gunn Margit Andreassen (Kristiansand, 23 luglio 1973) è un'ex biatleta norvegese.

## Biografia
In Coppa del Mondo ottenne il primo risultato di rilievo il 17 dicembre 1992 a Pokljuka (26ª), il primo podio l'11 dicembre 1993 a Bad Gastein (3ª) e la prima vittoria il 28 febbraio 1999 a Lake Placid.
In carriera prese parte a quattro edizioni dei Giochi olimpici invernali, Lillehammer 1994 (43ª nell'individuale), Nagano 1998 (56ª nella sprint, 40ª nell'individuale, 3ª nella staffetta), Salt Lake City 2002 (16ª nella sprint, 16ª nell'inseguimento, 30ª nell'individuale, 2ª nella staffetta) e Torino 2006 (60ª nell'individuale, 5ª nella staffetta) e a dieci dei Campionati mondiali, vincendo sei medaglie.

## Palmarès

### Olimpiadi
- 2 medaglie:
  - 1 argento (staffetta[2] a Salt Lake City 2002)
  - 1 bronzo (staffetta[2] a Nagano 1998)

### Mondiali
- 6 medaglie:
  - 3 ori (gara a squadre[2] ad Anterselva 1995; gara a squadre[2] a Osrblie 1997; staffetta[2] a Oberhof 2004)
  - 1 argento (staffetta[2] a Osrblie 1997)
  - 2 bronzi (staffetta[2] ad Anterselva 1995; individuale[2] a Chanty-Mansijsk 2003)

### Coppa del Mondo
- Miglior piazzamento in classifica generale: 10ª nel 2002
- 24 podi (5 individuali, 19 a squadre[1]), oltre a quelli conquistati in sede olimpica e iridata e validi anche ai fini della Coppa del Mondo:
  - 7 vittorie (a squadre)
  - 7 secondi posti (2 individuali, 5 a squadre)
  - 10 terzi posti (3 individuali, 7 a squadre)

#### Coppa del Mondo - vittorie
| Data             | Località              | Nazione        | Specialità                                                                   |
| ---------------- | --------------------- | -------------- | ---------------------------------------------------------------------------- |
| 28 febbraio 1999 | Lake Placid           | Stati Uniti    | RL (con Ann Elen Skjelbreid, Gro Marit Istad Kristiansen e Liv Grete Poirée) |
| 5 dicembre 1999  | Hochfilzen            | Austria        | RL (con Gro Marit Istad Kristiansen, Ann Elen Skjelbreid e Liv Grete Poirée) |
| 2 dicembre 2000  | Hochfilzen Anterselva | Austria Italia | RL (con Ann Elen Skjelbreid, Gro Marit Istad Kristiansen e Liv Grete Poirée) |
| 19 gennaio 2001  | Anterselva            | Italia         | RL (con Ann Elen Skjelbreid, Gro Marit Istad Kristiansen e Linda Grubben)    |
| 5 dicembre 2003  | Kontiolahti           | Finlandia      | RL (con Liv-Kjersti Eikeland, Linda Grubben e Liv Grete Poirée)              |
| 29 novembre 2005 | Östersund             | Svezia         | RL (con Liv Grete Poirée, Gro Marit Istad Kristiansen e Linda Grubben)       |
| 10 dicembre 2005 | Hochfilzen            | Austria        | RL (con Liv Grete Poirée, Gro Marit Istad Kristiansen e Linda Grubben)       |

Legenda:

RL = staffetta